# Papinsaari (ö i Finland, Södra Savolax, S:t Michel, lat 61,60, long 27,30)
Papinsaari är en ö i Finland. Den ligger i sjön Ukonvesi och i kommunen Sankt Michel i den ekonomiska regionen  S:t Michel och landskapet Södra Savolax, i den södra delen av landet, 200 km nordost om huvudstaden Helsingfors. Öns area är 13,5 hektar och dess största längd är 480 meter i sydväst-nordöstlig riktning.